# NGC 887
NGC 887 je galaksija u zviježđu Kit.

## Vanjske poveznice
- SEDS: NGC 887